# Championnats de Finlande de cyclisme sur route
Les championnats de Finlande de cyclisme sur route sont disputés tous les ans.

## Hommes

### Podiums de la course en ligne
| Année     | Vainqueur                           | Deuxième                            | Troisième                           |
| --------- | ----------------------------------- | ----------------------------------- | ----------------------------------- |
| 1897      | Lars Wiik                           |                                     |                                     |
| 1898      | Lars Wiik                           |                                     |                                     |
| 1899      | P. Rahikainen                       |                                     |                                     |
| 1900      | P. Rahikainen                       |                                     |                                     |
| 1901-1907 | Pas organisés ou résultats inconnus | Pas organisés ou résultats inconnus | Pas organisés ou résultats inconnus |
| 1908      | Arvi Salmi                          |                                     |                                     |
| 1909      | Antti Raita (fi)                    |                                     |                                     |
| 1910      | Juho Jaakonaho (de)                 |                                     |                                     |
| 1911      | Juho Jaakonaho (de)                 |                                     |                                     |
| 1912      | Antti Raita (fi)                    |                                     |                                     |
| 1913      | Antti Raita (fi)                    |                                     |                                     |
| 1914      | Juho Jaakonaho (de)                 |                                     |                                     |
| 1915      | Juho Jaakonaho (de)                 |                                     |                                     |
| 1916      | Hjalmar Tuomi                       |                                     |                                     |
| 1917      | Hjalmar Tuomi                       |                                     |                                     |
| 1918      | Pas organisé                        | Pas organisé                        | Pas organisé                        |
| 1919      | Armas Karjasalo                     |                                     |                                     |
| 1920      | Johannes Aho                        |                                     |                                     |
| 1921      | Juho Jaakonaho (de)                 |                                     |                                     |
| 1922      | Heiki Mäkkinen                      |                                     |                                     |
| 1923      | Raul Hellberg (de)                  |                                     |                                     |
| 1924      | Raul Hellberg (de)                  |                                     |                                     |
| 1925      | Raul Hellberg (de)                  |                                     |                                     |
| 1926      | Raul Hellberg (de)                  |                                     |                                     |
| 1927      | Raul Hellberg (de)                  |                                     |                                     |
| 1928      | Raul Hellberg (de)                  |                                     |                                     |
| 1929      | Raul Hellberg (de)                  |                                     |                                     |
| 1930      | Thor Porko (en)                     |                                     |                                     |
| 1931      | Raul Hellberg (de)                  |                                     |                                     |
| 1932      | Martti Torppa                       |                                     |                                     |
| 1933      | Helmer Munther                      |                                     |                                     |
| 1934      | Helmer Munther                      |                                     |                                     |
| 1935      | Toivi Kokkola (fi)                  |                                     |                                     |
| 1936      | Thor Porko (en)                     | Toivi Kokkola (fi)                  | Tauno Lindgren (en)                 |
| 1937      | Leo Roine                           |                                     |                                     |
| 1938      | Tauno Luostarinen                   |                                     |                                     |
| 1939      | Aimo Pajula                         |                                     |                                     |
| 1940      | Tauno Luostarinen                   | Nils Riuttanen                      | Einari Luostarinen                  |
| 1941-1942 | Pas organisés                       | Pas organisés                       | Pas organisés                       |
| 1943      | Sven Hilden                         |                                     |                                     |
| 1944      | Albin Andersson                     |                                     |                                     |
| 1945      | Aimo Pajula                         |                                     |                                     |
| 1946      | Paul Backman (de)                   |                                     |                                     |
| 1947      | Karl-Erik Blomfeldt                 |                                     |                                     |
| 1948      | Veikko Kasslin (fi)                 |                                     |                                     |
| 1949      | Olli Juvonen                        |                                     |                                     |
| 1950      | Olli Juvonen                        |                                     |                                     |
| 1951      | Torvald Högström (de)               | Paul Backman (de)                   | Aatos Sivén                         |
| 1952      | Nils Olof Henriksson (de)           | Paul Nyman (de)                     | Aulis Sivén                         |
| 1953      | Anders Ruben Forsblom (de)          | Nils Olof Henriksson (de)           | Ossi Manninen                       |
| 1954      | Anders Ruben Forsblom (de)          | Paul Nyman (de)                     | Nils Olof Henriksson (de)           |
| 1955      | Paul Nyman (de)                     | Anders Ruben Forsblom (de)          | Armas Niitynen                      |
| 1956      | Paul Nyman (de)                     | Juhani Marttinen                    | Armas Niitynen                      |
| 1957      | Ole Wackström (de)                  | Aimo Valjakka                       | Paul Nyman (de)                     |
| 1958      | Paul Nyman (de)                     | Matti Herronen (de)                 | Antero Lumme (de)                   |
| 1959      | Kaj Uno Johansson                   |                                     |                                     |
| 1960      | Unto Hautalahti (de)                | Raimo Honkanen (de)                 | Paul Nyman (de)                     |
| 1961      | Unto Hautalahti (de)                | Eero Karhu (de)                     | Kaj Uno Johansson                   |
| 1962      | Antero Lumme (de)                   |                                     |                                     |
| 1963      | Antero Lumme (de)                   |                                     |                                     |
| 1964      | Antero Lumme (de)                   | Jorma Ylitalo (de)                  | Modèle:LIen                         |
| 1965      | Antero Lumme (de)                   |                                     |                                     |
| 1966      | Unto Hautalahti (de)                |                                     |                                     |
| 1967      | Eero Karhu (de)                     | Aulis Tarkiainen                    |                                     |
| 1968      | Eero Karhu (de)                     |                                     |                                     |
| 1969      | Kalevi Eskelinen (de)               |                                     |                                     |
| 1970      | Mauno Uusivirta (de)                |                                     |                                     |
| 1971      | Tapani Vuorenhela (de)              | Harry Hannus                        |                                     |
| 1972      | Harry Hannus                        |                                     |                                     |
| 1973      | Harry Hannus                        |                                     |                                     |
| 1974      | Harry Hannus                        |                                     |                                     |
| 1975      | Kari Puisto (fi)                    |                                     |                                     |
| 1976      | Kari Puisto (fi)                    | Pauli Päivinen                      |                                     |
| 1977      | Magnus Mansner (de)                 |                                     |                                     |
| 1978      | Harry Hannus                        |                                     |                                     |
| 1979      | Harry Hannus                        |                                     |                                     |
| 1980      | Patrick Wackström (de)              |                                     |                                     |
| 1981      | Patrick Wackström (de)              |                                     |                                     |
| 1982      | Harry Hannus                        | Patrick Wackström (de)              | Kari Myyryläinen                    |
| 1983      | Kari Myyryläinen                    |                                     |                                     |
| 1984      | Harry Hannus                        |                                     |                                     |
| 1985      | Kari Myyryläinen                    | Patrick Wackström (de)              |                                     |
| 1986      | Kari Myyryläinen                    |                                     |                                     |
| 1987      | Tauno Hietala                       |                                     |                                     |
| 1988      | Jari Lähde (de)                     |                                     |                                     |
| 1989      | Kimmo Karhu (de)                    |                                     |                                     |
| 1990      | Juho Suikkari (de)                  | Klaus Savola                        | Alf Blomback (de)                   |
| 1991      | Pasi Hotinen                        | Kari Myyryläinen                    | Olavi Kaarela                       |
| 1992      | Pasi Hotinen                        | Mika Hänninen                       | Petri P. Leppänen                   |
| 1993      | Juho Suikkari (de)                  | Esa Skyttä (en)                     | Mika Hänninen                       |
| 1994      | Juho Suikkari (de)                  | Miika Hietanen                      | Kari Myyryläinen                    |
| 1995      | Esa Skyttä (en)                     | Miika Hietanen                      | Christian Selin (de)                |
| 1996      | Joona Laukka                        | Esa Skyttä (en)                     | Kari Myyryläinen                    |
| 1997      | Miika Hietanen                      | Kjell Carlström                     | Marek Salermo (en)                  |
| 1998      | Esa Skyttä (en)                     | Kjell Carlström                     | Miika Hietanen                      |
| 1999      | Miika Hietanen                      | Jukka Heinikainen                   | Christian Selin (de)                |
| 2000      | Kjell Carlström                     | Esa Skyttä (en)                     | Patrick Hänninen                    |
| 2001      | Christian Selin (de)                | Jukka Heinikainen                   | Joona Laukka                        |
| 2002      | Jukka Heinikainen                   | Jussi Veikkanen                     | Kjell Carlström                     |
| 2003      | Jussi Veikkanen                     | Kjell Carlström                     | Oscar Stenström (fi)                |
| 2004      | Kjell Carlström                     | Oscar Stenström (fi)                | Jussi Veikkanen                     |
| 2005      | Jussi Veikkanen                     | Marek Salermo (en)                  | Oscar Stenström (fi)                |
| 2006      | Jussi Veikkanen                     | Mika Nieminen                       | Tommi Martikainen                   |
| 2007      | Matti Pajari (de)                   | Kjell Carlström                     | Tero Hämeenaho                      |
| 2008      | Jussi Veikkanen                     | Kjell Carlström                     | Matti Helminen                      |
| 2009      | Kjell Carlström                     | Matti Helminen                      | Matti Pajari (de)                   |
| 2010      | Jussi Veikkanen                     | Kjell Carlström                     | Kimmo Kananen (de)                  |
| 2011      | Kjell Carlström                     | Paavo Paajanen                      | Tommi Martikainen                   |
| 2012      | Jarkko Niemi                        | Mikko Kejo                          | Mika Simola                         |
| 2013      | Jussi Veikkanen                     | Paavo Paajanen                      | Mika Simola                         |
| 2014      | Jussi Veikkanen                     | Joonas Henttala                     | Samuel Pökälä                       |
| 2015      | Samuel Pökälä                       | Jussi Veikkanen                     | Matti Helminen                      |
| 2016      | Jesse Kaislavuo                     | Petter Mattsson                     | Tommi Martikainen                   |
| 2017      | Matti Manninen                      | Jaakko Hänninen                     | Sasu Halme                          |
| 2018      | Anders Bäckman                      | Sauli Pietikäinen                   | Lauri Seppä                         |
| 2019      | Arto Vainionpää                     | Anders Bäckman                      | Joni Kanerva                        |
| 2020      | Antti-Jussi Juntunen                | Ukko Peltonen                       | Joonas Henttala                     |
| 2021      | Joonas Henttala                     | Ukko Peltonen                       | Antti-Jussi Juntunen                |
| 2022      | Anders Bäckman                      | Riku Övermark                       | Antti-Jussi Juntunen                |
| 2023      | Antti-Jussi Juntunen                | Oskari Kolehmainen                  | Axel Källberg                       |
| 2024      | Jaakko Hänninen                     | Antti-Jussi Juntunen                | Nicolas Grönlund                    |
| 2025      | Johan Nordlund                      | Aku Nevalainen                      | Vladyslav Makogon                   |

Multi-titrés
- 8 : Raul Hellberg (de)
- 7 : Jussi Veikkanen, Harry Hannus
- 5 : Juho Jaakonaho (de)
- 4 : Kjell Carlström, Antero Lumme (de)
- 3 : Juho Suikkari (de), Kari Myyryläinen, Unto Hautalahti (de), Paul Nyman (de), Antti Raita (fi)

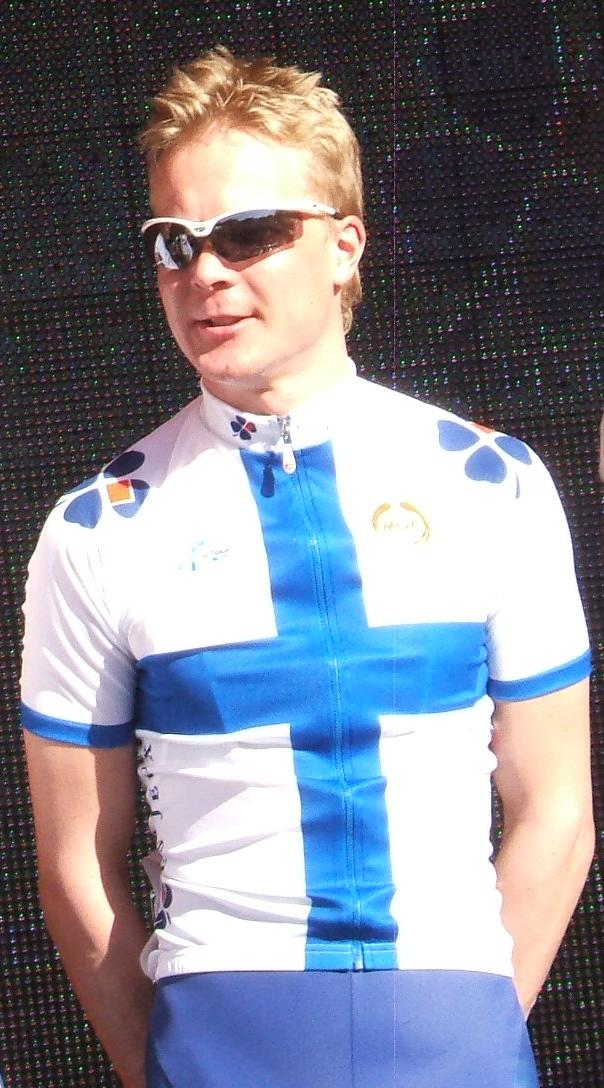
Jussi Veikkanen

- 2 : Lars Wiik, P. Rahikainen, Hjalmar Tuomi, Helmer Munther, Thor Porko (en), Tauno Luostarinen, Olli Juvonen, Anders Ruben Forsblom (de), Eero Karhu (de), Kari Puisto (fi), Patrick Wackström (de), Pasi Hotinen, Esa Skyttä (en), Miika Hietanen, Anders Bäckman

### Podiums du contre-la-montre
| Année     | Vainqueur                           | Deuxième                            | Troisième                           |
| --------- | ----------------------------------- | ----------------------------------- | ----------------------------------- |
| 1908      | Arvi Salmi                          |                                     |                                     |
| 1909      | Antti Raita (fi)                    |                                     |                                     |
| 1910      | Juho Jaakonaho (de)                 |                                     |                                     |
| 1911      | Juho Jaakonaho (de)                 |                                     |                                     |
| 1912-1913 | Pas organisés ou résultats inconnus | Pas organisés ou résultats inconnus | Pas organisés ou résultats inconnus |
| 1914      | Juho Jaakonaho (de)                 |                                     |                                     |
| 1915-1922 | Pas organisés ou résultats inconnus | Pas organisés ou résultats inconnus | Pas organisés ou résultats inconnus |
| 1923      | Raul Hellberg (de)                  |                                     |                                     |
| 1924      | Raul Hellberg (de)                  |                                     |                                     |
| 1925      | Pas organisés ou résultats inconnus | Pas organisés ou résultats inconnus | Pas organisés ou résultats inconnus |
| 1926      | Raul Hellberg (de)                  |                                     |                                     |
| 1927      | Raul Hellberg (de)                  |                                     |                                     |
| 1928      | Raul Hellberg (de)                  |                                     |                                     |
| 1929      | Raul Hellberg (de)                  |                                     |                                     |
| 1930      | Raul Hellberg (de)                  |                                     |                                     |
| 1931      | Thor Porko (en)                     |                                     |                                     |
| 1932      | Raul Hellberg (de)                  |                                     |                                     |
| 1933-1956 | Pas organisés ou résultats inconnus | Pas organisés ou résultats inconnus | Pas organisés ou résultats inconnus |
| 1956      | Paul Nyman (de)                     | Juhani Marttinen                    | Ole Wackström (de)                  |
| 1957      | Ole Wackström (de)                  |                                     |                                     |
| 1958      | Ole Wackström (de)                  |                                     |                                     |
| 1959      | Pas organisé ou résultats inconnus  | Pas organisé ou résultats inconnus  | Pas organisé ou résultats inconnus  |
| 1960      | Ole Wackström (de)                  |                                     |                                     |
| 1961      | Ole Wackström (de)                  |                                     |                                     |
| 1962      | Antero Lumme (de)                   |                                     |                                     |
| 1963      | Raimo Honkanen (de)                 |                                     |                                     |
| 1964      | Antero Lumme (de)                   |                                     |                                     |
| 1965      | Ole Wackström (de)                  |                                     |                                     |
| 1966      | Raimo Honkanen (de)                 |                                     |                                     |
| 1967      | Ole Wackström (de)                  |                                     |                                     |
| 1968      | Ole Wackström (de)                  |                                     |                                     |
| 1969      | Raimo Honkanen (de)                 |                                     |                                     |
| 1970      | Ole Wackström (de)                  |                                     |                                     |
| 1971      | Harry Hannus                        |                                     |                                     |
| 1972      | Harry Hannus                        |                                     |                                     |
| 1973      | Harry Hannus                        |                                     |                                     |
| 1974      | Harry Hannus                        |                                     |                                     |
| 1975      | Harry Hannus                        |                                     |                                     |
| 1976      | Harry Hannus                        |                                     |                                     |
| 1977      | Jari Seppalä                        |                                     |                                     |
| 1978      | Harry Hannus                        |                                     |                                     |
| 1979      | Harry Hannus                        |                                     |                                     |
| 1980      | Harri Hedgren (de)                  |                                     |                                     |
| 1981      | Harry Hannus                        |                                     |                                     |
| 1982      | Harry Hannus                        |                                     |                                     |
| 1983      | Kari Myyryläinen                    |                                     |                                     |
| 1984      | Kari Myyryläinen                    |                                     |                                     |
| 1985      | Kari Myyryläinen                    |                                     |                                     |
| 1986      | Jyrki Terävuo                       | Jari Lähde (de)                     | Vesa Mattila                        |
| 1987      | Jyrki Terävuo                       |                                     |                                     |
| 1988      | Jyrki Terävuo                       |                                     |                                     |
| 1989      | Jari Lähde (de)                     |                                     |                                     |
| 1990      | Vesa Mattila                        | Kari Myyryläinen                    | Tapio Niemi (de)                    |
| 1991      | Vesa Mattila                        |                                     |                                     |
| 1992      | Vesa Juntto                         | Kari Myyryläinen                    | Olavi Kaarela                       |
| 1993      | Kari Myyryläinen                    | Vesa Juntto                         | Sami Hiltunen                       |
| 1994      | Miika Hietanen                      | Kari Myyryläinen                    | Joona Laukka                        |
| 1995      | Christian Selin (de)                | Kari Myyryläinen                    | Miika Hietanen                      |
| 1996      | Joona Laukka                        | Sami Hiltunen                       | Kari Myyryläinen                    |
| 1997      | Miika Hietanen                      | Christian Selin (de)                | Janne Varala                        |
| 1998      | Miika Hietanen                      | Pasi Ahlroos                        | Jukka Heinikainen                   |
| 1999      | Miika Hietanen                      | Joona Laukka                        | Jukka Heinikainen                   |
| 2000      | Christian Selin (de)                | Jukka Heinikainen                   | Joona Laukka                        |
| 2001      | Jukka Heinikainen                   | Joona Laukka                        | Matti Helminen                      |
| 2002      | Jukka Heinikainen                   | Jussi Veikkanen                     | Matti Helminen                      |
| 2003      | Matti Helminen                      | Jukka Heinikainen                   | Kjell Carlström                     |
| 2004      | Jukka Vastaranta                    | Kimmo Kananen (de)                  | Jussi Veikkanen                     |
| 2005      | Tommi Martikainen                   | Jarmo Rissanen (de)                 | Matti Helminen                      |
| 2006      | Matti Helminen                      | Jarmo Rissanen (de)                 | Jussi Veikkanen                     |
| 2007      | Matti Helminen                      | Jarmo Rissanen (de)                 | Pasi Ahlroos                        |
| 2008      | Matti Helminen                      | Jussi Veikkanen                     | Jarmo Rissanen (de)                 |
| 2009      | Jarmo Rissanen (de)                 | Matti Helminen                      | Marko Leppämäki                     |
| 2010      | Matti Helminen                      | Jarmo Rissanen (de)                 | Rainer Aaltonen                     |
| 2011      | Aki Turunen (de)                    | Matti Helminen                      | Tommi Martikainen                   |
| 2012      | Matti Helminen                      | Jarmo Rissanen (de)                 | Tommi Martikainen                   |
| 2013      | Samuel Pökälä                       | Aki Turunen (de)                    | Jarmo Rissanen (de)                 |
| 2014      | Samuel Pökälä                       | Juho Saarinen (fi)                  | Samuel Halme                        |
| 2015      | Samuel Pökälä                       | Matti Helminen                      | Jussi Veikkanen                     |
| 2016      | Samuel Pökälä                       | Tommi Martikainen                   | Sasu Halme                          |
| 2017      | Sasu Halme                          | Matti Helminen                      | Samuel Pökälä                       |
| 2018      | Johan Nordlund                      | Tommi Martikainen                   | Trond Larsen                        |
| 2019      | Ukko Peltonen                       | Matti Helminen                      | Oskari Vainionpää                   |
| 2020      | Ukko Peltonen                       | Matti Hietajärvi                    | Antti-Jussi Juntunen                |
| 2021      | Matti Hietajärvi                    | Ukko Peltonen                       | Markus Auvinen                      |
| 2022      | Markus Knaapi                       | Riku Övermark                       | Markus Auvinen                      |
| 2023      | Vladyslav Makogon                   | Riku Övermark                       | Trond Larsen                        |
| 2024      | Trond Larsen                        | Axel Källberg                       | Vladyslav Makogon                   |
| 2025      | Trond Larsen                        | Mikhail Utkin                       | Sampo Malinen                       |

Multi-titrés
- 10 : Harry Hannus
- 8 : Ole Wackström (de), Raul Hellberg (de)
- 6 : Matti Helminen
- 4 : Samuel Pökälä, Miika Hietanen, Kari Myyryläinen
- 3 : Jyrki Terävuo, Juho Jaakonaho (de)
- 2 : Trond Larsen, Ukko Peltonen, Christian Selin (de), Vesa Mattila, Raimo Honkanen (de), Antero Lumme (de)

### Podiums du contre-la-montre par équipes
| Année | Vainqueur                                                                           | Deuxième                                                                             | Troisième                                                                      |
| ----- | ----------------------------------------------------------------------------------- | ------------------------------------------------------------------------------------ | ------------------------------------------------------------------------------ |
| 2018  | Vladyslav Makogon Matti Manninen Tommi Martikainen Timo Pikkarainen Jesse Uusiperhe | Juho Hänninen Otto Kolehmainen Ukko Peltonen Sauli Pietikäinen Julius Taskinen       | Anssi Enqvist Sasu Halme Hiski Kanerva Kalle Laanterä Jaakko Sillankorva       |
| 2020  | Vladyslav Makogon Matti Manninen Tommi Martikainen Jani Huovinen Andre Kurten       | Leevi Kervinen Jesper Lindahl Jaakko Sillankorva Samuli Öhman                        | Matti Hietajärvi Pasi Nurmela Sampo Pirilä Juha-Matti Savukoski Marko Törmänen |
| 2021  | Markus Auvinen Markus Knaapi Stefan Kristiansson Trond Larsen Tero Tanninen         | Vladyslav Makogon Tommi Martikainen Johan Nordlund Timo Pikkarainen Severi Savukoski | Patrik Arola Leevi Kervinen Jesper Lindahl Jaakko Sillankorva Veeti Vainio     |
| 2022  | Oskari Aalto Markus Auvinen Stefan Kristiansson Trond Larsen Tero Tanninen          | Juha Hööpakka Veli-Petteri Liedes Lauri Peräkorpi Janne Varala Riku Övermark         | Vladyslav Makogon Jarkko Niemi Severi Savukoski                                |
| 2024  | Juha Hööpakka Veli-Petteri Liedes Jari Mäkelä Filip Skuthälla                       | Pietari Hannula Lauri Kairikko Matti Manninen Jarkko Niemi Alex Sundstedt            | Timo Kari Juho Keskinen Jyrki Lepistö Marko Touhunen                           |
| 2025  | Jesper Lindahl Jaakko Sillankorva Aksel Rantanen Ukko Peltonen Matias Ahtosalo      | Anders Bäckman Tero Setola Kimmo Kananen Aku Nevalainen Jussi Makkonen               | Mikko Kejo Tomi Santasalo Markus Vuorela Ville-Valtteri Karvinen               |

## Femmes

### Podiums de la course en ligne
| Année | Vainqueur          | Deuxième           | Troisième        |
| ----- | ------------------ | ------------------ | ---------------- |
| 1950  | Maj-Lis Åberg      |                    |                  |
| 1951  | Pirkko Linna       |                    |                  |
| 1952  | Anneli Peränne     |                    |                  |
| 1953  | Anneli Peränne     |                    |                  |
| 1954  | Anneli Peränne     |                    |                  |
| 1955  | Pirkko Linna       |                    |                  |
| 1956  | Pirkko Wikström    |                    |                  |
| 1957  | Inkeri Malm        |                    |                  |
| 1958  | Ulla Siven         |                    |                  |
| 1959  | Pirkko Wikström    |                    |                  |
| 1960  | Eva Hög            |                    |                  |
| 1961  | Eva Hög            |                    |                  |
| 1962  | Hannele Hurri      |                    |                  |
| 1963  | Leena Turunen      |                    |                  |
| 1964  | Leena Turunen      |                    |                  |
| 1965  | Irma Jussila       |                    |                  |
| 1966  | Irma Jussila       |                    |                  |
| 1967  | Irma Jussila       |                    |                  |
| 1968  | Leena Turunen      |                    |                  |
| 1969  | Ritva Mykkänen     |                    |                  |
| 1970  | Irma Jussila       |                    |                  |
| 1971  | Ritva Mykkänen     |                    |                  |
| 1972  | Asta Forsell       |                    |                  |
| 1973  | Irma Jussila       |                    |                  |
| 1974  | Asta Forsell       |                    |                  |
| 1975  | Ritva Mykkänen     |                    |                  |
| 1976  | Asta Forsell       |                    |                  |
| 1977  | Asta Forsell       |                    |                  |
| 1978  | Pirjo Pyykkönen    |                    |                  |
| 1979  | Asta Forsell       |                    |                  |
| 1980  | Asta Forsell       |                    |                  |
| 1981  | Pirjo Pyykkönen    |                    |                  |
| 1982  | Orvokki Pajunen    |                    |                  |
| 1983  | Heli Tapanainen    |                    |                  |
| 1984  | Pirjo Pyykkönen    |                    |                  |
| 1985  | Iiris Karhu        |                    |                  |
| 1986  | Tea Vikstedt-Nyman |                    |                  |
| 1987  | Sonja Storsved     |                    |                  |
| 1988  | Rauni Suomela      |                    |                  |
| 1989  | Saila Miettinen    |                    |                  |
| 1990  | Tea Vikstedt-Nyman |                    |                  |
| 1991  | Marina Rantanen    |                    |                  |
| 1992  | Aino Laurio        |                    |                  |
| 1993  | Aino Laurio        |                    |                  |
| 1994  | Marina Rantanen    |                    |                  |
| 1995  | Tea Vikstedt-Nyman |                    |                  |
| 1996  | Pia Sundstedt      |                    |                  |
| 1997  | Pia Sundstedt      |                    |                  |
| 1998  | Sanna Lehtimäki    |                    |                  |
| 1999  | Sanna Lehtimäki    |                    |                  |
| 2000  | Sirpa Kouko        |                    |                  |
| 2001  | Pia Sundstedt      |                    |                  |
| 2002  | Pia Sundstedt      |                    |                  |
| 2003  | Maaria Siren       |                    |                  |
| 2004  | Tiina Nieminen     |                    |                  |
| 2005  | Pia Sundstedt      | Tiina Nieminen     | Liris Karhu      |
| 2006  | Maija Rossi        | Carina Ketonen     | Ann-Mary Ahtava  |
| 2007  | Tiina Nieminen     | Paula Suominen     | Elisa Arvo       |
| 2008  | Mirella Harju      | Lotta Lepistö      | Paula Suominen   |
| 2009  | Carina Ketonen     | Merja Kiviranta    | Ann-Mary Ahtava  |
| 2010  | Carina Ketonen     | Sari Saarelainen   | Anna Lindström   |
| 2011  | Pia Sundstedt      | Riikka Pynnönen    | Mirella Harju    |
| 2012  | Lotta Lepistö      | Rosa Törmänen      | Maija Rossi      |
| 2013  | Lotta Lepistö      | Riikka Pynnönen    | Anna Lindström   |
| 2014  | Lotta Lepistö      | Sari Saarelainen   | Laura Vainionpää |
| 2015  | Lotta Lepistö      | Laura Vainionpää   | Pia Pensaari     |
| 2016  | Lotta Lepistö      | Laura Vainionpää   | Sari Saarelainen |
| 2017  | Lotta Lepistö      | Minna-Maria Kangas | Sari Saarelainen |
| 2018  | Lotta Lepistö      | Eeva Sarlin        | Pia Pensaari     |
| 2019  | Pia Pensaari       | Minna-Maria Kangas | Eva Lehtinen     |
| 2020  | Minna-Maria Kangas | Hanna Joronen      | Ida Sten         |
| 2021  | Antonia Gröndahl   | Minna-Maria Kangas |                  |
| 2022  | Anniina Ahtosalo   | Laura Vainionpää   | Antonia Gröndahl |
| 2023  | Anniina Ahtosalo   | Lotta Henttala     | Antonia Gröndahl |
| 2024  | Anniina Ahtosalo   | Wilma Aintila      | Ursula Lindén    |
| 2025  | Anniina Ahtosalo   | Heidi Antikainen   |                  |

### Podiums du contre-la-montre
| Année | Vainqueur          | Deuxième              | Troisième             |
| ----- | ------------------ | --------------------- | --------------------- |
| 1960  | Eva Hög            |                       |                       |
| 1961  | Siiri Rantanen     |                       |                       |
| 1962  | Leena Turunen      |                       |                       |
| 1963  | Leena Turunen      |                       |                       |
| 1964  | Leena Turunen      |                       |                       |
| 1965  | Irma Jussila       |                       |                       |
| 1966  | Leena Turunen      |                       |                       |
| 1967  | Ritva Mykkänen     |                       |                       |
| 1968  | Ritva Mykkänen     |                       |                       |
| 1969  | Ritva Mykkänen     |                       |                       |
| 1970  | Ritva Mykkänen     |                       |                       |
| 1971  | Ritva Mykkänen     |                       |                       |
| 1972  | Asta Forssell      |                       |                       |
| 1973  | Ritva Mykkänen     |                       |                       |
| 1974  | Asta Forssell      |                       |                       |
| 1975  | Ritva Mykkänen     |                       |                       |
| 1976  | Asta Forssell      |                       |                       |
| 1977  | Asta Forssell      |                       |                       |
| 1978  | Asta Forssell      |                       |                       |
| 1979  | Asta Forssell      |                       |                       |
| 1980  | Asta Forssell      |                       |                       |
| 1981  | Asta Forssell      |                       |                       |
| 1982  | Iiris Karhu        |                       |                       |
| 1983  | Iiris Karhu        |                       |                       |
| 1984  | Tea Vikstedt-Nyman |                       |                       |
| 1985  | Tea Vikstedt-Nyman |                       |                       |
| 1986  | Tea Vikstedt-Nyman |                       |                       |
| 1987  | Tea Vikstedt-Nyman |                       |                       |
| 1988  | Saila Miettinen    |                       |                       |
| 1989  | Tea Vikstedt-Nyman |                       |                       |
| 1990  | Aino Laurio        |                       |                       |
| 1991  | Aino Laurio        |                       |                       |
| 1992  | Aino Laurio        |                       |                       |
| 1993  | Aino Laurio        |                       |                       |
| 1994  | Tea Vikstedt-Nyman |                       |                       |
| 1995  | Aino Laurio        |                       |                       |
| 1996  | Sanna Lehtimäki    |                       |                       |
| 1997  | Pia Sundstedt      | Sanna Lehtimäki       |                       |
| 1998  | Sanna Lehtimäki    | Tuija Kinnunen        | Tarja-Leena Lehtimäki |
| 1999  | Sanna Lehtimäki    | Tarja-Leena Lehtimäki | Sirpa Ahlroos-Kouko   |
| 2000  | Kristina Iisakkila |                       |                       |
| 2001  | Sari Saarelainen   | Kristina Iisakkila    | Teija Alaviiri        |
| 2002  | Kristina Iisakkila | Sari Saarelainen      | Tarja-Leena Lehtimäki |
| 2003  | Tiina Nieminen     |                       |                       |
| 2004  | Tiina Nieminen     |                       |                       |
| 2005  | Tiina Nieminen     | Paula Suominen        |                       |
| 2006  | Paula Suominen     | Leena Haavisto        |                       |
| 2007  | Tiina Nieminen     | Paula Suominen        | Leena Haavisto        |
| 2008  | Anne Rautio        | Lotta Lepistö         | Heljä Korhonen        |
| 2009  | Heljä Korhonen     | Lotta Lepistö         | Merja Kiviranta       |
| 2010  | Anna Lindström     | Heljä Korhonen        | Merja Kiviranta       |
| 2011  | Pia Sundstedt      | Heljä Korhonen        | Merja Kiviranta       |
| 2012  | Anne Palm          | Venla Koivula         | Merja Kiviranta       |
| 2013  | Sari Saarelainen   | Lotta Lepistö         | Emma Sten             |
| 2014  | Lotta Lepistö      | Merja Särkioja        | Laura Vainionpää      |
| 2015  | Lotta Lepistö      | Merja Särkioja        | Sari Saarelainen      |
| 2016  | Lotta Lepistö      | Sari Saarelainen      | Antonia Gröndahl      |
| 2017  | Lotta Lepistö      | Sari Saarelainen      | Laura Vainionpää      |
| 2018  | Lotta Lepistö      | Antonia Gröndahl      | Sari Saarelainen      |
| 2019  | Minna-Maria Kangas | Sari Saarelainen      | Tiina Pohjalainen     |
| 2020  | Minna-Maria Kangas | Minna Koistinen       | Aino Luoma            |
| 2021  | Tiina Pohjalainen  | Minna-Maria Kangas    | Maisa Tuliniemi       |
| 2022  | Anniina Ahtosalo   | Tiina Pohjalainen     | Minna Koistinen       |
| 2023  | Anniina Ahtosalo   | Lotta Henttala        | Minna Koistinen       |
| 2024  | Anniina Ahtosalo   | Wilma Aintila         | Essi Pelto-Arvo       |
| 2025  | Anniina Ahtosalo   |                       |                       |

## Espoirs Hommes

### Podiums de la course en ligne
| Année | Vainqueur            | Deuxième             | Troisième           |
| ----- | -------------------- | -------------------- | ------------------- |
| 2007  | Mika Simola          | Risto Aaltio         | Teemu Viholainen    |
| 2008  | Paavo Paajanen       | Markku Alus          | Teemu Viholainen    |
| 2009  | Paavo Paajanen       | Sami Tiainen         | Teemu Viholainen    |
| 2010  | Paavo Paajanen       | Sami Tiainen         | Risto Aaltio        |
| 2011  | Mikko Paajanen       | Matti Manninen       | Joonas Henttala     |
| 2012  | Matti Manninen       | Joonas Henttala      | Tapio Arvo          |
| 2013  | Matti Manninen       | Mikko Paajanen       | Henri Salo          |
| 2014  | Oskari Vainionpää    | Jesse Kaislavuo      | Mikko Paajanen      |
| 2015  | Roope Nurmi          | Aleksi Hänninen      | Sasu Halme          |
| 2016  | Joni Kanerva         | Hiski Kanerva        | Aleksi Hänninen     |
| 2017  | Jaakko Hänninen      | Sasu Halme           | Trond Larsen        |
| 2018  | Sauli Pietikäinen    | Antti-Jussi Juntunen | Aleksi Hänninen     |
| 2019  | Antti-Jussi Juntunen | Otto Mielikäinen     | Jaakko Sillankorva  |
| 2020  | Antti-Jussi Juntunen | Ukko Peltonen        | Jaakko Sillankorva  |
| 2021  | Antti-Jussi Juntunen | Jaakko Sillankorva   | Veeti Vainio        |
| 2022  | Markus Knaapi        | Jaakko Sillankorva   | Axel Källberg       |
| 2023  | Oskari Kolehmainen   | Axel Källberg        | Tomas-Casimir Niemi |
| 2024  | Nicolas Grönlund     | Axel Källberg        | Kalle Toivanen      |
| 2025  | Axel Källberg        | Petja Teppo          | Matias Ahtosalo     |

Multi-titrés
- 3 : Antti-Jussi Juntunen, Paavo Paajanen
- 2 : Matti Manninen

### Podiums du contre-la-montre
| Année | Vainqueur         | Deuxième             | Troisième         |
| ----- | ----------------- | -------------------- | ----------------- |
| 2009  | Teemu Viholainen  | Kim Mansner          | Roope Törmänen    |
| 2010  | Samuel Halme      | Antti Kulmala        | Joonas Haapala    |
| 2011  | Samuel Halme      | Mikael Myllymäki     | Mikko Paajanen    |
| 2012  | Samuel Halme      | Jori-Pekka Kuuranne  | Matti Manninen    |
| 2013  | Matti Manninen    | Mikko Paajanen       | Samuel Halme      |
| 2014  | Matti Manninen    | Mikko Paajanen       | Jesse Kaislavuo   |
| 2015  | Sasu Halme        | Juho Hänninen        | Niklas Henttala   |
| 2016  | Oskari Vainionpää | Niklas Henttala      | Aleksi Hänninen   |
| 2017  | Jaakko Hänninen   | Oskari Vainionpää    | Sauli Pietikäinen |
| 2018  | Sauli Pietikäinen | Ukko Peltonen        | Eemil Uitto       |
| 2019  | Ukko Peltonen     | Antti-Jussi Juntunen | Sauli Pietikäinen |
| 2020  | Ukko Peltonen     | Antti-Jussi Juntunen | Samuli Öhman      |
| 2021  | Markus Knaapi     | Jaakko Sillankorva   | Patrik Arola      |
| 2022  | Markus Knaapi     | Jaakko Sillankorva   | Leevi Kervinen    |
| 2023  | Severi Savukoski  | Filip Skuthälla      | Anton Skutnabb    |
| 2024  | Matias Ahtosalo   | Teppo Malinen        |                   |
| 2025  | Matias Ahtosalo   | Alex Sundstedt       |                   |

Multi-titrés
- 3 : Samuel Halme
- 2 : Matti Manninen, Ukko Peltonen, Markus Knaapi, Matias Ahtosalo

## Juniors Hommes

### Podiums de la course en ligne
| Année     | Vainqueur                 | Deuxième            | Troisième            |
| --------- | ------------------------- | ------------------- | -------------------- |
| 1925      | Bertel Miesmäki           |                     |                      |
| 1926      | Arthur Blomqvist          |                     |                      |
| 1927      | Arthur Blomqvist          |                     |                      |
| 1928      | Eino Etelämäki            |                     |                      |
| 1929      | Albin Julin               |                     |                      |
| 1930      | Aimo Kajala               |                     |                      |
| 1931      | Nils Riuttanen            |                     |                      |
| 1932      | Taisto Alhonen            |                     |                      |
| 1933      | Kari Streng               |                     |                      |
| 1934      | V. Fremling               |                     |                      |
| 1935      | Pekka Laurin              |                     |                      |
| 1936      | Arvo Tuomi                |                     |                      |
| 1937      | Onni Juvonen              |                     |                      |
| 1938      | Karl Erik Blomfeldt       |                     |                      |
| 1939      | Pas organisé              | Pas organisé        | Pas organisé         |
| 1940      | Eino Koskinen             |                     |                      |
| 1941-1942 | Pas organisé              | Pas organisé        | Pas organisé         |
| 1943      | Onni Kasslin (fi)         |                     |                      |
| 1944      | Onni Kasslin (fi)         |                     |                      |
| 1945      | Torsten Hogström          |                     |                      |
| 1946      | Ragnar Strand             |                     |                      |
| 1947      | Ture Bertula              |                     |                      |
| 1948      | Aatos Sivén               |                     |                      |
| 1949      | Paul Nyman (de)           |                     |                      |
| 1950      | Aimo Kauppi               |                     |                      |
| 1951      | Arne Holmström            |                     |                      |
| 1952      | Pentti Koivisto           |                     |                      |
| 1953      | Rolf Viherkoski           |                     |                      |
| 1954      | Rolf Viherkoski           |                     |                      |
| 1955      | Reijo Jokinen             |                     |                      |
| 1956      | Reijo Jokinen             |                     |                      |
| 1957      | Kalevi Pökkä              |                     |                      |
| 1958      | Timo Sundholm             |                     |                      |
| 1959      | Jorma Ylitalo (de)        |                     |                      |
| 1960-1964 | ?                         | ?                   | ?                    |
| 1965      | Markku Stenberg           |                     |                      |
| 1966      | Mauno Uusivirta (de)      |                     |                      |
| 1967      | Seppo Kiviniemi           |                     |                      |
| 1968      | Jouko Farin               |                     |                      |
| 1969      | Kari Kauppinen            |                     |                      |
| 1970      | Jaakko Uusimäki           |                     |                      |
| 1971      | Ari Kivilä                |                     |                      |
| 1972      | Hannu Weckman             |                     |                      |
| 1973      | Hannu Honkonen            |                     |                      |
| 1974      | Mauri Roos (de)           |                     |                      |
| 1975      | Börje Sundqvist           |                     |                      |
| 1976      | Patrick Wackström (de)    |                     |                      |
| 1977      | Sixten Wackström (fi)     |                     |                      |
| 1978      | Sixten Wackström (fi)     |                     |                      |
| 1979      | Ari Aalto                 |                     |                      |
| 1980      | Esko Kiviniemi            |                     |                      |
| 1981      | Kari Myyryläinen          |                     |                      |
| 1982      | Jarmo Teuhola             |                     |                      |
| 1983      | Jouni Hakala              |                     |                      |
| 1984      | Tauno Hietala             |                     |                      |
| 1985      | Kimmo Karhu               |                     |                      |
| 1986      | Jarkko Tuominen           | Miika Hietanen      |                      |
| 1987      | Pasi Hotinen              |                     |                      |
| 1988      | Mikko Torstila            |                     |                      |
| 1989      | Juho Suikkari (de)        |                     |                      |
| 1990      | Joona Laukka              | Toni Korin          | Teemu Planting       |
| 1991      | Ville Keskimäki           | Mikko Elo           | Teemu Rimpiläinen    |
| 1992      | Jani Tulkki               | Marko Toivonen      | Vesa Niskala         |
| 1993      | Vesa Niskala              | Oscar Laakkonen     | Tom Kaas             |
| 1994      | Kristoffer Åberg          |                     |                      |
| 1995      | Oscar Stenström (fi)      | Jani Leppäkari      | Timo Tatti           |
| 1996      | Juha Posio                | Samuel Holm         | Markus Karvonen      |
| 1997      | Michael Hannus            | Timo Kohonen        | Jussi Thomander      |
| 1998      | Michael Hannus            |                     |                      |
| 1999      | Jukka Vastaranta          | Tommi Kykyri        | Mikko Vastaranta     |
| 2000      | Jukka Vastaranta          | Mikko Vastaranta    | Risto Pensas         |
| 2001      | Tuomas Juutti             | Veli-Pekka Juntunen | Niko Meriläinen      |
| 2002      | Juha-Matti Alaluusua (de) | Pekka Jääskeläinen  | Jonas Bergroth       |
| 2003      | Juha-Matti Alaluusua (de) | Aleksi Hoffman      | Anders Bäckman       |
| 2004      | Toni Liias (de)           | Aleksi Hoffman      | Kim Mansner          |
| 2005      | Jukka Huhtasaari          | Risto Aaltio        | Kim Mansner          |
| 2006      | Paavo Paajanen            | Jussi Eskelinen     | Markku Alus          |
| 2007      | Sami Tiainen              | Markku Alus         | Keni Blomqvist       |
| 2008      | Ilari Kahila              | Joonas Henttala     | Tuomas Paajanen      |
| 2009      | Joonas Henttala           | Mikko Paajanen      | Samuel Halme         |
| 2010      | Matti Manninen            | Mikael Myllymäki    | Aku Silvenius        |
| 2011      | Ilpo Hiltunen             | Henri Määttä        | Max Puttonen         |
| 2012      | Max Puttonen              | Lauri Koski         | Niklas Henttala      |
| 2013      | Lauri Koski               | Arttu Suvisaari     | Aleksi Hänninen      |
| 2014      | Aleksi Hänninen           | Sasu Halme          | Niklas Henttala      |
| 2015      | Jaakko Hänninen           | Erik Relanto        | Simo Terävä          |
| 2016      | Jonne Itkonen             | Jesse Uusiperhe     | Antti-Jussi Juntunen |
| 2017      | Niko Heikkilä (fi)        | Julius Taskinen     | Tomi Santasalo       |
| 2018      | Jaakko Sillankorva        | Samuli Öhman        | Sampo Lahti          |
| 2019      | Samuli Öhman              | Jimi Aalto          | Oskari Kolehmainen   |
| 2020      | Axel Källberg             | Leevi Kervinen      | Oskari Kolehmainen   |
| 2021      | Leevi Kervinen            | Severi Savukoski    | Jesper Lindberg      |
| 2022      | Anton Skutnabb            | Nicolas Grönlund    | Bruno Capiten        |
| 2023      | Nicolas Grönlund          | Valtteri Terhelä    | Mikael Uuksulainen   |
| 2024      | Kasper Borremans          | Miko Pirinen        | Petja Teppo          |
| 2025      | Miko Pirinen              | Joona Oilinki       | Joel Tapio           |

Multi-titrés
- 2 : Jukka Vastaranta, Michael Hannus, Juha-Matti Alaluusua (de), Sixten Wackström (fi), Reijo Jokinen, Rolf Viherkoski, Onni Kasslin (fi), Arthur Blomqvist

### Podiums du contre-la-montre
| Année | Vainqueur                 | Deuxième             | Troisième                 |
| ----- | ------------------------- | -------------------- | ------------------------- |
| 1960  | Reijo Schrey              |                      |                           |
| 1961  | Matti Salmela             |                      |                           |
| 1962  | Kimmo Kivelä              |                      |                           |
| 1963  | Pekka Hovi                |                      |                           |
| 1964  | Esa Halmo                 |                      |                           |
| 1965  | Mauno Uusivirta (de)      |                      |                           |
| 1966  | Juhani Helenius (de)      |                      |                           |
| 1967  | Harry Hannus              |                      |                           |
| 1968  | Hannu Turakainen          |                      |                           |
| 1969  | Sakari Soinila            |                      |                           |
| 1970  | Keijo Savolainen          |                      |                           |
| 1971  | Clas-Hakan Nygard         |                      |                           |
| 1972  | Jukka Sorjonen            |                      |                           |
| 1973  | Jukka Sorjonen            |                      |                           |
| 1974  | Mauri Roos (de)           |                      |                           |
| 1975  | Patrick Wackström (de)    |                      |                           |
| 1976  | Patrick Wackström (de)    |                      |                           |
| 1977  | Heikki Haavisto           |                      |                           |
| 1978  | Pekka Riihelä             |                      |                           |
| 1979  | Timo Sandelin             |                      |                           |
| 1980  | Kari Myyryläinen          |                      |                           |
| 1981  | Kari Myyryläinen          |                      |                           |
| 1982  | Jarmo Teuhola             |                      |                           |
| 1983  | Vesa Mattila              |                      |                           |
| 1984  | Petri P. Leppänen         |                      |                           |
| 1985  | Mika Päivinen             |                      |                           |
| 1986  | Jyrki Tujunen (de)        |                      |                           |
| 1987  | Pasi Hotinen              |                      |                           |
| 1988  | Caj Orpana                |                      |                           |
| 1989  | Joona Laukka              |                      |                           |
| 1990  | Joona Laukka              |                      |                           |
| 1991  | Turo Vuorenhela           | Teemu Rimpiläinen    | Ville Keskimäki           |
| 1992  | Mikko Elo                 | Ville Keskimäki      | Christian Selin (fi)      |
| 1993  | Christian Selin (fi)      | Kristoffer Åberg     | Matias Hannus             |
| 1994  | Kristoffer Åberg          | Christian Selin (fi) | Kjell Carlström           |
| 1995  | Antti Lehikoinen          | Toni Rantanen        | Oscar Stenström (fi)      |
| 1996  | Antti Tuukkanen           | Oscar Stenström (fi) | Marek Salermo (en)        |
| 1997  | Juha Paajanen             | Jani Vesa            | Michael Hannus            |
| 1998  | Jani Vesa                 | Michael Hannus       | Tero Hämeenaho            |
| 1999  | Jukka Vastaranta          |                      |                           |
| 2000  | Jukka Vastaranta          | Mikko Vastaranta     | Veli-Pekka Juntunen       |
| 2001  | Jukka Vastaranta          | Veli-Pekka Juntunen  | Christian Westermark      |
| 2002  | Christian Westermark      | Antti Äijälä         | Juha-Matti Alaluusua (de) |
| 2003  | Juha-Matti Alaluusua (de) | Aleksi Hoffman       | Joona Kulmala             |
| 2004  | Aleksi Hoffman            | Toni Liias (de)      | Jukka Huhtasaari          |
| 2005  | Kim Mansner               | Markku Alus          | Jukka Huhtasaari          |
| 2006  | Paavo Paajanen            | Risto Aaltio         | Joonas Haapala            |
| 2007  | Jussi Eskelinen           | Miika Pakarinen      | Markku Alus               |
| 2008  | Miika Pakarinen           | Joonas Henttala      | Lassi Lilleberg           |
| 2009  | Lassi Lilleberg           | Mikael Myllymäki     | Joonas Henttala           |
| 2010  | Mikael Myllymäki          | Lassi Lilleberg      | Aku Silvenius             |
| 2011  | Aku Silvenius             | Juho Hänninen        | Jani Sandelin             |
| 2012  | Marco-Tapio Niemi         | Artturi Pensasmaa    | Ilpo Hiltunen             |
| 2013  | Niklas Henttala           | Marco-Tapio Niemi    | Aleksi Hänninen           |
| 2014  | Sasu Halme                | Niklas Henttala      | Erik Relanto              |
| 2015  | Jaakko Hänninen           | Erik Relanto         | Jonas Nordström           |
| 2016  | Antti-Jussi Juntunen      | Tomi Santasalo       | Jonne Itkonen             |
| 2017  | Julius Taskinen           | Tomi Santasalo       | Sampo Lahti               |
| 2018  | Otto Mielikäinen          | Jaakko Sillankorva   | Samuli Öhman              |
| 2019  | Pyry Pohjantähti          | Samuli Öhman         | Veeti Vainio              |
| 2020  | Leevi Kervinen            | Severi Savukoski     | Jimi Aalto                |
| 2021  | Leevi Kervinen            | Severi Savukoski     | Axel Källberg             |
| 2022  | Anton Skutnabb            | Nicolas Grönlund     | Bruno Capiten             |
| 2023  | Kasper Borremans          | Valtteri Terhelä     | Nicolas Grönlund          |
| 2024  | Kasper Borremans          | Miko Pirinen         | Arttu Stammeier           |
| 2025  | Miko Pirinen              | Joona Oilinki        |                           |

Multi-titrés
- 3 : Jukka Vastaranta
- 2 : Kasper Borremans, Leevi Kervinen, Joona Laukka, Kari Myyryläinen, Patrick Wackström (de), Jukka Sorjonen